# Вулиця Княжий Затон
Ву́лиця Кня́жий Зато́н — вулиця в Дарницькому районі міста Києва, житловий масив Позняки. Пролягає від Дніпровської набережної до проспекту Петра Григоренка.
Прилучаються Срібнокільська (двічі) та Урлівська вулиця.

## Історія
Вулиця виникла на початку 90-х років XX століття з проектною назвою Житлова, 1. Сучасна назва — з 1993 року, від історичної місцевості Княжий Затон.

## Установи та заклади
- Житловий комплекс «Корона» (буд. № 21)
- Середня загальноосвітня школа № 62 (буд. № 17-В) та школа 314

## Відомі мешканці
На Княжому Затоні деякий час проживав український поет, драматург і перекладач Олег Лишега, на його квартирі у 1997—1998 роках також мешкав письменник Юрко Ґудзь під час мандрів Лишеги Америкою.